# Patria Vieja
A Patria Vieja é o período da história do Chile compreendido entre o Governo Nacional da Primeira Junta (18 de setembro de 1810) e a Batalha de Rancagua (1-2 de outubro de 1814), acontecimentos que significaram respectivamente o início do processo de independência chilena e a derrota do movimento patriótico nas mãos das forças monarquistas que deram lugar à Reconquista. Nesta fase, foram tomadas medidas frente à prisão do rei espanhol Fernando VII por Napoleão Bonaparte. e a organização governamental do Reino do Chile foi iniciada.
O período foi caracterizado pela transformação de um movimento de autonomia temporária em uma força de independência. Destacam-se, neste período, a participação dos irmãos Carrera, especialmente José Miguel Carrera, bem como as batalhas do exército comandadas por Bernardo O'Higgins como general, entre elas a Batalha de Yerbas Buenas, El Roble, Quilo, Membrillar e a de Quechereguas.
Durante este período, o Conselho Nacional de Governo e o Congresso Nacional foram criados para administrar o país durante a prisão do Rei da Espanha, a quem juraram fidelidade. O segundo promulgou a Lei da Liberdade do Ventre, segundo a qual todos os filhos de escravos nascidos no Chile e qualquer pessoa que pusesse os pés em território chileno seriam livres.
Em 1812 foi elaborado o primeiro texto constitucional chileno propriamente dito, que propunha o reconhecimento do rei da Espanha em seu retorno, caso ele aceitasse uma constituição.